# Square Two
Square Two es el segundo álbum sencillo digital coreano de la banda surcoreana Blackpink. Fue lanzado el 1 de noviembre de 2016 por YG Entertainment como un sencillo digital y en CD de edición limitada, y contiene tres canciones, los sencillos inéditos «Playing with Fire» y «Stay», además de una versión acústica de «Whistle», canción perteneciente a su anterior sencillo Square One.

## Antecedentes y lanzamiento
El 19 de octubre de 2016, YG Entertainment reveló a través de un teaser que Blackpink tendría muy pronto un regreso. El 24 de octubre, se revelaron imágenes de los miembros Lisa y Jennie, junto con el nombre de una de las canciones principales, «Playing with Fire», seguida de imágenes teaser de Rosé y Jisoo al día siguiente. Las imágenes teaser de los cuatro miembros fueron lanzadas el 27 de octubre para la segunda canción principal, «Stay». El 30 de octubre, YG lanzó el video detrás de escena de «Stay», y el 31 de octubre, el video detrás de escena de «Playing with Fire».
Realizaron su primera presentación para ambos singles el 6 de noviembre en el programa Inkigayo del canal SBS y luego en el programa M! Countdown de la cadena Mnet el 10 de noviembre de 2016. 

## Vídeos musicales
Los videos musicales de «Playing with Fire» y «Stay» fueron dirigidos por Han Sa Min, quien anteriormente dirigió «Gotta Be You» de 2NE1 y «Sober» de Big Bang. Fueron lanzados en el canal oficial de YouTube de Blackpink el 31 de octubre de 2016 (1 de noviembre de 2016, 0AM KST).
Blackpink también lanzó el video de práctica de baile para «Playing with Fire» en su canal oficial de YouTube el 4 de noviembre de 2016. Fue coreografiado por Kyle Hanagami, quien ya había trabajado con ellas para «Boombayah» de su sencillo anterior Square One.

## Lista de canciones
| Square Two |                                       |                        |                                       |                          |          |  |
| N.º        | Título                                | Letras                 | Música                                | Arreglo                  | Duración |  |
| 1.         | «Playing with Fire (불장난)»          | Teddy Park             | Teddy, R. Tee                         | R. Tee                   | 3:17     |  |
| 2.         | «Stay»                                | Teddy Park             | Teddy Park, Seo Wonjin                | Seo Wonjin               | 3:50     |  |
| 3.         | «Whistle (휘파람) (acoustic version)» | Teddy Park, Bekuh BOOM | Teddy Park, Future Bounce, Bekuh BOOM | Teddy Park Future Bounce | 3:32     |  |
| 10:39      |                                       |                        |                                       |                          |          |  |

| Square Two (versión iTunes) |                                         |                             |                                       |                          |          |  |
| N.º                         | Título                                  | Letras                      | Música                                | Arreglo                  | Duración |  |
| 1.                          | «Playing with Fire (불장난)»            | Teddy Park                  | Teddy, R. Tee                         | R. Tee                   | 3:17     |  |
| 2.                          | «Stay»                                  | Teddy Park                  | Teddy Park, Seo Wonjin                | Seo Wonjin               | 3:50     |  |
| 3.                          | «Whistle (휘파람) (acoustic version)»   | Teddy Park, Bekuh Boom, B.I | Teddy Park, Future Bounce, Bekuh BOOM | Teddy Park Future Bounce | 3:32     |  |
| 4.                          | «Whistle (휘파람) (iTunes bonus title)» | Teddy Park, Bekuh BOOM, B.I | Teddy Park, Future Bounce, Bekuh BOOM | Teddy Park Future Bounce | 3:32     |  |
| 5.                          | «Boombayah (iTunes bonus title)»        | Teddy Park, Bekuh BOOM      | Teddy Park, Bekuh BOOM                | Teddy Park               | 4:00     |  |
| 18:11                       |                                         |                             |                                       |                          |          |  |

## Posicionamiento en listas

### Listas semanales
| Lista (2016)                          | Mejor posición |
| ------------------------------------- | -------------- |
| US Top Heatseekers Albums (Billboard) | 13             |
| US World Albums (Billboard)           | 2              |

### "Playing with Fire"
| Lista (2016)                       | Mejor posición |
| ---------------------------------- | -------------- |
| Canadá (Canadian Hot 100)          | 92             |
| Japón (Japan Hot 100)              | 81             |
| South Korea (Gaon Digital Chart)   | 3              |
| US World Digital Songs (Billboard) | 1              |

### "Stay"
| Lista (2016)                       | Mejor posición |
| ---------------------------------- | -------------- |
| South Korea (Gaon Digital Chart)   | 10             |
| US World Digital Songs (Billboard) | 4              |